# Admontia antractica
Admontia antractica är en tvåvingeart som först beskrevs av Thomson 1869.  Admontia antractica ingår i släktet Admontia och familjen parasitflugor. Inga underarter finns listade i Catalogue of Life.